# 伊藤美奈子 (心理学者)
伊藤 美奈子（いとう みなこ、1960年 - ）は日本の心理学者。奈良女子大学生活環境学部教授・臨床心理相談センター長。研究テーマは、臨床心理学、教育心理学。

## 略歴
大阪市出身。1984年京都大学文学部国文学科卒業。1984年から1990年まで、東大谷高等学校国語科教諭。同校に在籍しながら大阪教育大学大学院教育学研究科に学び、1990年、修士課程を修了。1995年京都大学大学院教育学研究科臨床教育学専攻博士課程修了。同年から南山大学専任講師、1997年、お茶の水女子大学大学院助教授。2003年、慶應義塾大学教職課程センター助教授、2006年、慶應義塾大学教職課センター教授。2013年奈良女子大学教授。
1996年、教育学博士（京都大学）。論文は「個人志向型・社会志向性からみた人格形成に関する一研究」。
スクールカウンセラーとして現場に赴いた経験を持つ。
2013年からは東京大志学園大阪校でスペシャルアドバイザーとしてカウンセラーを務めている。

## 著書
- 個人志向性・社会志向性から見た人格形成に関する—研究（北大路書房、1997年）
- 思春期の心さがしと学びの現場—スクールカウンセラーの実践を通して（北樹出版、2000年）
- スクールカウンセラーの仕事（岩波アクティブ新書）（岩波書店、2002年）
- 不登校　その心もようと支援の実際（金子書房、2009年）
- 思春期・青年期臨床心理学（編著、朝倉書店、2006年）

### 共著
- 学校教育の心理学（学文社）
- 中学3年生の心理（大日本図書）
- もうひとつの学校をもとめて—フリースクール「チャム」で出会った不登校の子どもたち （ナカニシヤ出版、2000年）
- 女性のライフデザインの心理〈1〉自分らしい生き方を考える（New心理学ブックス）（大日本図書、2001年）
- 女性のライフデザインの心理〈2〉自分らしい家族を設計する（New心理学ブックス）（大日本図書、2001年）
- 女性の生涯発達とアイデンティティ（北大路書房）
- 学校臨床心理学入門（共編著、有斐閣、2003年）
- 傷つけ傷つく青少年の心—関係性の病理 発達臨床心理学的考察（シリーズ荒れる青少年の心）（共編著、北大路書房、2004年）
- 不登校とその親へのカウンセリング（シリーズ・学校で使えるカウンセリング (4)）（ぎょうせい、2004年）
- ストレスに負けないこころを育てる学校の取り組み（教育開発研究所、2005年）
- グラフィック学校臨床心理学（共編著、サイエンス社、2010年）

など。